# Antonio Jiménez Jiménez
Antonio Jiménez Jiménez fou un militar i polític espanyol, diputat a les Corts Espanyoles durant la Segona República Espanyola.
Coronel de l'exèrcit, participà en diverses conspiracions per a enderrocar la monarquia d'Alfons XIII, com la sublevació de Jaca, i va mantenir contactes amb la CNT. A les eleccions generals espanyoles de 1931 fou elegit diputat per la província de Barcelona pel grup Esquerra Republicana de Catalunya. Les seves intervencions destacaren per acusar Francisco Largo Caballero, aleshores ministre de Treball d'Espanya, d'afavorir al sindicat UGT i reprimir la CNT, i defensar l'estatut de Núria.